# Hidamari no Kanojo
Em của Ánh dương (陽だまりの彼女 Hidamari no Kanojo), được biết đến với 3 tiêu đề tiếng Anh: "Girl in the Sunny Place" (tại Liên hoan Phim Nhật Bản), "Her Sunny Side" (tiêu đề tạm dịch trước khi ra mắt) và "The Girl in the Sun" (tiêu đề chính thức khi công chiếu quốc tế), là bộ phim điện ảnh lãng mạn pha lẫn hư cấu màu nhiệm Nhật Bản công chiếu lần đầu tại quê nhà vào ngày 12/10/2013 với sự tham gia diễn xuất của Matsumoto Jun và Ueno Juri.
Bộ phim được chuyển thể từ tác phẩm văn học cùng tên của tác giả Koshigaya Osamu. Bài hát chính của bộ phim mang tên "Wouldn't It Be Nice" của The Beach Boys, phát hành vào năm 1966, sáng tác bởi Brian Wilson, thành viên của nhóm.

## Cốt truyện
Okuda Kousuke, chàng trai trẻ độc thân, yêu mèo làm việc tại một công ty quảng cáo mong muốn tìm được người yêu cho riêng mình. Trầm tính và chậm chạp, Kousuke không ít lần thất bại cả trong công việc lẫn tình yêu. Một lần, khi cùng đàn anh tới làm việc tại một công ty thời trang nội y, Kousuke gặp lại Watarai Mao, cô bạn học chung hồi cấp 2 đã mất liên lạc trong 10 năm. Cả hai vô cùng ngạc nhiên và vui mừng khi gặp lại nhau. Dáng vẻ của Mao không còn chút nhút nhát, rụt rè như chú mèo con nữa làm cho tình cảm thời học sinh của Kousuke với Mao trỗi dậy. Tuy muốn mời Mao đi chơi nhưng Kousuke nhút nhát lại không dám mở lời. Mọi chuyện thay đổi khi Mao trong sáng bộc bạch tình cảm của mình bằng một nụ hôn với Kousuke. Cả hai tiến tới hẹn hò và Mao muốn kết hôn ngay lập tức. Cha của Mao lên tiếng phản đối, Mao và Kousuke lén đi đăng ký kết hôn. Dù không vui nhưng vì ý chí kiên quyết của con gái và sự chân thật của Kousuke, cha của Mao đã dần chấp nhận anh. Tuy nhiên, đằng sau Mao gấp gáp, trong sáng lại có một bí mật to lớn. Thời gian của cô sắp hết rồi...

## Diễn viên

### Diễn viên chính
- Matsumoto Jun vai Okuda Kousuke
  - Kitamura Takumi vai Kousuke (thời trung học)
- Ueno Juri vai Watarai Mao
  - Aoi Wakana vai Mao (thời trung học)

### Diễn viên phụ
- Tamayama Tetsuji vai Shindo Haruki: Đồng nghiệp của Mao
- Suda Masaki vai Okuda Shouta: Em trai của Kousuke
- Oukura Koji vai Tanaka Susumu: Đồng nghiệp của Kousuke
- Tanimura Mitsuki vai Minegishi Yuri: Đồng nghiệp của Kousuke
- Koyabu Kazutoyo vai Giám đốc Sugihara
- Shiomi Sansei vai Bố của Mao
- Kiuchi Miori vai Mẹ của Mao
- Nishida Maomi vai Mẹ của Kousuke
- Toyota Maho vai Cấp trên của Mao
- Natsuki Mari vai Oshita: Bà lão nuôi mèo hoang
- Anna Ishibashi vai Cô gái trong thang máy
- Miura Touko vai Ushioda: Bạn học của Kousuke và Mao
- Andou Tamae vai Hiraya (vợ): Hàng xóm của Kousuke và Mao
- Suruga Tarou vai Hiraya (chồng): Hàng xóm của Kousuke và Mao